# Arteria malaris
Die Arteria malaris (von lateinisch mala ‚Wange‘) ist eine paarige Schlagader des Kopfes bei Tieren. Sie entspringt bei Raubtieren und Pferden aus der Arteria infraorbitalis und bei Paarhufern aus der Arteria maxillaris. Sie zieht in der Augenhöhle zum nasenseitigen Augenwinkel. Dort teilt sie sich in mehrere Äste:
- die Arteria palpebrae tertiae versorgt die Nickhaut
- die Arteria palpebralis inferior medialis versorgt das untere Augenlid
- die Arteria palpebralis superior medialis versorgt das obere Augenlid

Bei Schweinen entlässt die Arteria malaris noch die Arteria frontalis und versorgt mit dieser die Stirn und den Nasenrücken. Auch bei Wiederkäuern versorgt sie mit der Arteria lateralis nasi (Schafe) bzw. Arteria lateralis nasi caudalis (Rinder und Ziegen) den hinteren Teil des Nasenrückens.